# Mellowship Slinky in B Major
Pistes de Blood Sugar Sex Magik
I Could Have Lied The Righteous & The Wicked
Mellowship Slinky in B Major  est une chanson des Red Hot Chili Peppers, 7e piste de leur 5e album Blood Sugar Sex Magik, paru en 1991.
Les paroles étranges et pour la plupart intraduisibles (le titre pourrait signifier « Sérenité Sensuelle en Si majeur ») font référence à plusieurs célébrités du domaine de l’art (le peintre Robert Williams, les écrivains Mark Twain et Charles Bukowski), du cinéma (l’acteur Robert De Niro) ou d'autres disciplines (l'ancien boxeur Mike Tyson, l'écrivain Truman Capote, etc.)